# Щ-204
«Щ-204» — советская дизель-электрическая торпедная подводная лодка времён Великой Отечественной войны серии V-бис-2 проекта Щ — «Щука». До 1934 года носила имя «Минога».

## История корабля
Лодка была заложена 15 апреля 1934 года на заводе № 194 имени А. Марти «Судомех» в Ленинграде, заводской номер 216/10, в 1934 году в виде восьми секций доставлена на завод № 200 «имени 61 коммунара» в Николаеве для сборки и достройки, спущена на воду 31 декабря 1934 года, 30 декабря 1935 года вступила в строй.
9 января 1936 года вошла в состав Черноморского флота.

### Служба
С марта 1939 года командиром лодки был Иван Михайлович Гриценко.
В 1941 году на базе Щ-204 прошли испытания 76-мм пушки Ф-35 конструкции Грабина, созданной в единственном экземпляре.
На 22 июня 1941 года «Минога» входила в первую линию подводных лодок, базировавшуюся в Севастополе.
В годы войны «Щ-204» совершила 3 боевых похода, боевых успехов не достигла. Между 6 декабря и 9 декабря 1941 года лодка была потоплена. Вместе с лодкой погибли все 46 членов экипажа.
5 июня 1983 года лодка была обнаружена болгарским рыболовецким траулером «Алка» в районе с координатами 42°53′45″ с. ш. 28°03′38″ в. д..
В июне-августе 1983 года базировавшиеся на спасательном судне СС-21 при содействии судов болгарских ВМС (водолазный катер и 2 буксира) Черноморского флота СССР болгарские и советские водолазы в течение месяца обследовали лодку и смогли демонтировать часть механизмов. На поверхность был поднял 51 предмет, а также значительное количество документов из помещения центрального поста, по которым и был идентифицирован корабль. По поднятым документам установлено, что лодка подверглась авианалёту, а также подорвалась на мине, но происхождение обширных повреждений верхней части лодки в районе 3, 5 и 7 отсеков и многочисленных осколочных и пулевых отверстий объяснить не удалось. В конце 1983 года после показа ряда сюжетов по советскому телевидению об обнаружении Щ-204 авторам телепередачи пришло письмо, написанное одним из уцелевших членов экипажа из Одессы. Как утверждалось в письме, в ночь с 5 на 6 декабря лодка в надводном положении намотала трос на винты и лишилась хода, попытки освободиться своими силами результатов не дали и командир дал радиограмму на базу с просьбой о помощи. Видимо, она была перехвачена немецкой или болгарской радиостанцией, поскольку примерно через 30 минут над лодкой появился самолёт, сбросивший несколько бомб и пулеметным огнём поразивший расчёты её орудий. Как минимум, две бомбы попали в корпус и лодка затонула. Спаслись два моряка, работавшие в момент атаки в гидрокостюмах на очистке винта, они добрались до болгарского берега и там были захвачены в плен. Несмотря на подключение в поискам сотрудников милиции и военкомата, автора письма найти не смогли и более он на связь не выходил.
76-мм орудие и винты лодки были подняты и вошли в экспозицию Военно-исторического музея Черноморского флота. Останки поднятых из корпуса лодки 7 моряков похоронены в братской могиле на Братском кладбище Севастополя.
От подъёма корабля пришлось отказаться ввиду сильной коррозии корпуса (отсюда — опасность его разрушения при подъёме), сильного заиливания останков корабля и риска взрыва остававшихся на борту корабля боеприпасов. 